# Richard Jeni
Richard John Colangelo, melhor conhecido pelo nome artístico, Richard Jeni (Brooklyn, Nova Iorque, 14 de abril de 1957 – West Hollywood, Califórnia, 10 de Março de 2007) foi um comediante de stand-up norte-americano. Fora da sua carreira no stand-up, talvez seja mais conhecido pelo papel de melhor amigo do personagem de Jim Carrey no filme O Máscara.

## Biografia
Jeni teve origem numa família ítalo-americana, em Bensonhurst, (Brooklyn). Formou-se com distinção no "Hunter College", recebendo o grau de bacharel em Políticas Comparadas.
Jeni recebeu as primeiras atenções através de uma série de espectáculos de stand-up especiais na Showtime e de aparições frequentes no The Tonight Show. Altos executivos da HBO noticiaram o talento de Jeni e ele obteve rapidamente a sua primeira participação na The HBO Comedy Hour em 1992, intitulada "Richard Jeni: Platypus Man".
O programa foi bem recebido e Jeni haveria de regressar para mais dois espectáculos, acabando por receber um CableACE Award por um dos seus especiais na HBO. Jeni também protagonizou um curta sitcom na UPN intitulada Platypus Man e apareceu no filme O Máscara, com Jim Carrey. Também participou em campanhas comerciais para a "Certs" e a "Arby's". Recebeu um Clio Award pelo seu trabalho como escritor/actor numa campanha de propaganda para a American Dairy Association. 
O website de Jeni afirma que ele apareceu no The Tonight Show mais vezes que qualquer outro comediante de stand-up, referindo-se à época em que o programa era apresentado por Johnny Carson. A morte de Jeni foi referida no programa por Jay Leno no dia 12 de Março de 2007, acompanhado por filmagens das últimas participações de Jeni no The Tonight Show.
Em 2004, Jeni estava colocado na 57ª posição na lista dos "100 maiores comediantes de stand up de sempre", da Comedy Central, na qual ele surge como membro de uma equipe.
Ele também fez uma participação especial em um episódio da segunda temporada do popular seriado Todo Mundo Odeia o Chris como o policial que institui os moradores da Bed-Stuy a formarem uma vigilância comunitária.
No dia 10 de Março de 2007, Jeni foi encontrado pela namorada, com um tiro aparentemente auto-infligido na face, em West Hollywood. A polícia encontrou-o ainda com vida, mas gravemente ferido. Foi transportado rapidamente para um hospital local, onde viria a morrer, aos 49 anos de idade.

## Especiais na HBO
- 1992 - Richard Jeni: Platypus Man
- 1997 - Richard Jeni: A Good Catholic Boy
- 2005 - Richard Jeni: A Big Steaming Pile of Me

## Especiais no Showtime
- 1990 - Richard Jeni: Boy from New York City
- 1992 - Richard Jeni: Crazy from The Heat

## Filmografia
- 1988 - Bird - como Morello
- 1994 - The Mask - como Charlie Schumaker
- 1998 - An Alan Smithee Film: Burn Hollywood Burn - como Jerry Glover
- 2006 - Everybody Hates Chris (1 episódio) - Policial da vigilância civil